# 1219
[[Категорија: 1219
.| ]]
Година 1219 (MCCXIX) била је проста година која је почела у уторак.

## Догађаји
- Википедија:Непознат датум — Српска црква постала је аутокефална (самостална), за њеног првог архиепископа је посвећен Сава Немањић.
- Википедија:Непознат датум — Венеција потписује трговачки уговор са селџучким Иконијским Султанатом.
- Википедија:Непознат датум — Оснивање самосталне Српске цркве изазвало је протесте у Охриду нарочито од Димитрија Хоматијана, тадашњег архиепископа.
- Википедија:Непознат датум — Француски принц Луј, син Филипа II Августа, као подршка Амалриху VI од Монфорта организује протијеретички поход и осваја Марманду.
- Википедија:Непознат датум — Дански крсташи под водством краља Валдемара II освојили су северну Естонију.
- Википедија:Непознат датум — У Цариграду је умрла владарка Јоланда , Балдуинова и Хенрикова сестра. Круну је преузео њен син Роберт од Куртнеја.
- Википедија:Непознат датум — У Египту се након тешке и дуге опсаде Дамијета и предаје крсташима, неслога међу освајачима онемогућује им да профитирају од победе.
- Википедија:Непознат датум — У Јапану смрћу Санетома изумире династија шогуна Минамото. Шикен Хоџо Јошитоки ојачао је моћ већа бакуфуа на царском двору у Кјоту.
- Википедија:Непознат датум — Сава Немањић одређује седишта новооснованих српских епископија: Зетска епископија смештена је на Превлаку, у Боку которску, Хумска у Стон, очевидно са циљем да сузбијају католичку акцију која се нарочито ширила с подручја Которске и Дубровачке бискупије. До тада су православни манастири били подвргнути надзору католичког барског надбискупа. После Савине акције тај однос почиње да се мења у обрнутом правцу.
- Википедија:Непознат датум — Краљ Стефан Првовенчани је подигао Манастир Богородица Хвостанска.
- 15. јун — Линданиска битка